# Nutrición de nitrógeno en plantas
El nitrógeno es, junto al potasio y el fósforo, un elemento primario de las plantas. Se puede encontrar en los aminoácidos; por tanto, forma parte de las proteínas, las amidas, la clorofila, hormonas (auxinas y citoquininas, nucleótidos, vitaminas, alcaloides y ácidos nucleicos).
Se puede conseguir en tierras preparadas.

## Absorción
Las formas iónicas que una raíz puede absorber son el nitrato (NO3–) y el amonio (NH4+). Como la mayor parte del nitrógeno del suelo está en forma orgánica, es necesaria una actividad microbiológica que lo convierta en amonio o nitrato (Nitrosomonas y Nitrobacter son las bacterias más comunes en esta tarea).

## Asimilación
Si la planta absorbe nitrato, tiene que reducirlo a forma amoniacal antes de que pase a formar parte de los compuestos orgánicos.
El amonio no se acumula, sino que se incorpora directamente a compuestos como la glutamina, procedentes del ciclo de Krebs.

## Carencia
La deficiencia de nitrógeno en plantas disminuye el crecimiento (las hojas son pequeñas y tampoco se puede sintetizar clorofila); desde este punto de vista, aparece clorosis (hojas de color amarillo). La clorosis comienza en las hojas de mayor edad o inferiores, las que pueden llegar a caerse; si la carencia es severa, puede empezar a aparecer clorosis en las hojas más jóvenes. Disminuye también el tamaño de los frutos y su cuajado, tal y como es el caso de los aguacates.
Esta carencia se aprecia al principio en las hojas más viejas que hay en la zona inferior de la planta. Se ven hojas más claras de color verde pálido que van tornándose amarillas, incluyendo los nervios,aunque la clorosis llegue a toda la planta los síntomas son más evidentes en las hojas viejas.
Si la deficiencia continúa las hojas inferiores caen al suelo, además, la planta no crecerá ni creará hojas, y las futuras generaciones nacerán débiles. Para esto es importante el uso de fertilizantes, ya que son productos naturales o sintéticos que reponen los nutrientes del suelo. Esto permitirá que las plantas puedan crecer fuertes, con los nutrientes necesarios.